# Condado de Judith Basin
O Condado de Judith Basin é um dos 56 condados do estado norte-americano de Montana. A sede de condado é Stanford, que é também a sua maior cidade. O condado tem uma área de 4846 km² (dos quais 3 km² estão cobertos por água), uma população de 2329 habitantes, e uma densidade populacional de 0,48 hab/km² (segundo o censo nacional de 2000). O condado foi fundado em 1917 e recebeu o seu nome a partir do rio Judith, por sua vez assim nomeado por William Clark em homenagem a Julia "Judith" Hancock, com quem viria a casar depois da expedição de Lewis e Clark.